# Tomáš z Villanovy

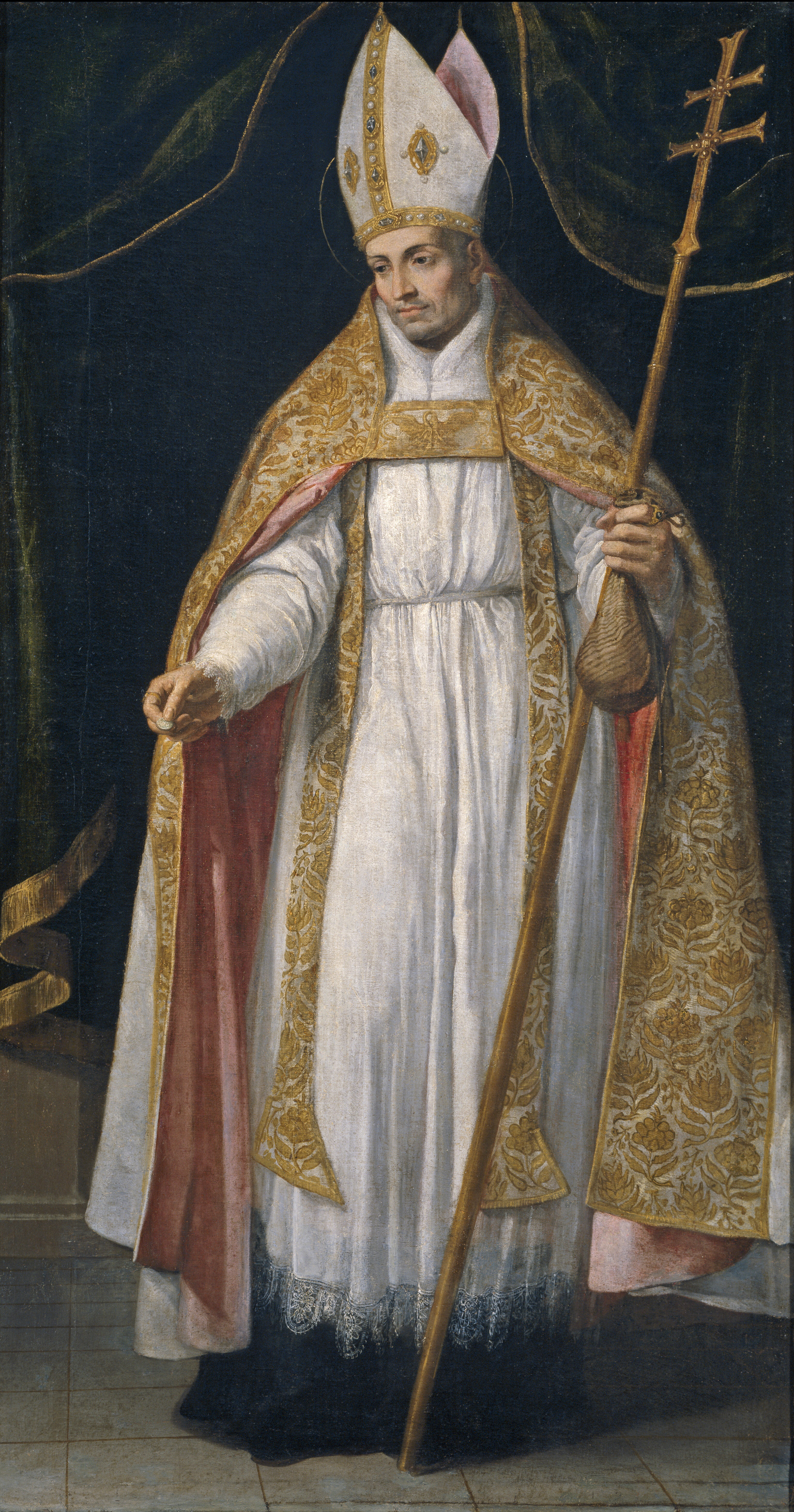
Francesco Camillo, sv. Tomáš jako arcibiskup s infulí, patriarší berlou, palliem a s mincí almužníka v pravé ruce, (před 1673), Prado

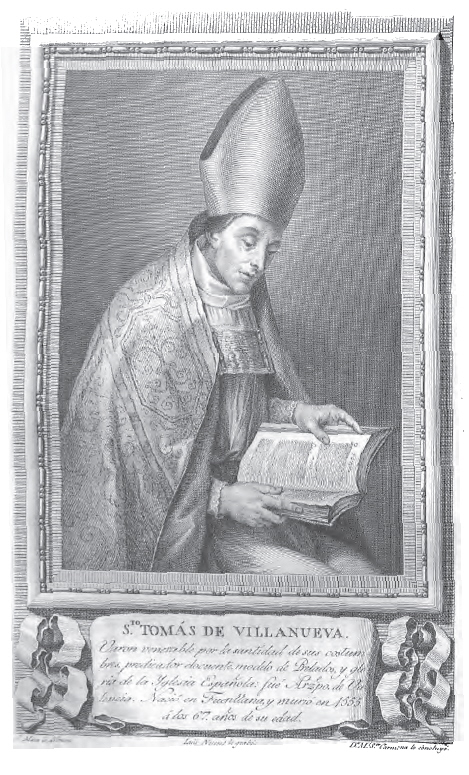
Sv. Tomáš při studiu; ilustrace knihy (1791)

Svatý Tomáš z Villanovy (španělsky Santo Tomás de Villanueva; 1486, Fuenllana, Provincie Ciudad Real, Španělsko – 8. září 1555, Valencie, Španělsko) byl řeholník augustiniánského řádu, v letech 1544–1555 arcibiskup ve Valencii, katolická církev jej uctívá jako svatého.

## Život
Narodil se ve Fuenllaně, dětství strávil ve Villanueva de los Infantes, odkud odešel v patnácti letech na studia do Alcalá de Henares. Na tamní univerzitě dosáhl ve 26 letech magisterské hodnosti z filosofie a teologie. Odtud odešel do Salamanky. Zde vstoupil v listopadu 1516 do augustiniánského řádu. V roce 1518 složil věčné sliby a v listopadu téhož roku přijal kněžské svěcení.
V roce 1519 se stal převorem kláštera v Salamance, později tutéž funkci zastával v konventech v Burgosu a Valladolidu. V roce 1527 byl zvolen provinciálem. Byl známým kazatelem. V roce 1544 byl jmenován valencijským arcibiskupem. Jako arcibiskup si uchoval prostý způsob života, na který byl zvyklý z kláštera. Podporoval chudé (ač této jeho pomoci také zneužívali někteří, kteří se za chudé jen vydávali). Snažil se umravňovat zpohodlnělé duchovenstvo, i tím, že za ně vykonával zástupná pokání. Coby hlava arcidiecéze se potýkal s pocitem vlastní nedokonalosti a několikrát prosil o zbavení úřadu. Chtěl se vrátit do kláštera. Úřad mu byl však ponechán.
Dne 28. srpna 1555 vážně onemocněl a 8. září téhož roku zemřel, krátce poté, co odsloužil mši svatou. Svatořečen byl papežem Alexandrem VII. v roce 1658. 

## Úcta a ikonografie
Byl uctíván jako světec již za svého života, zejména v okruhu španělského královského dvora Karla V..Jeho tělo je pohřbeno v katedrále ve Valencii. Kostely s jeho patrociniem jsou poměrně vzácné: ve Španělsku například v Zaragoze nebo v Benicasimu, kaple v klášterech augustiniánů, ve španělských koloniích (například  kostel v Miagau na Filipínách, v Itálii (například v Castel Gandolfo) a ve Francii. V řádových kostelech augustiniánů mu bývá většinou zasvěcen oltář, například v kostele svatého Tomáše apoštola v Praze to je boční oltář s obrazem světce od Karla Škréty.
Bývá zobrazován jako arcibiskup v pontifikálním rouchu s infulí, pluviálem, palliem a berlou, nebo jako řeholník v řádovém hábitu bosého augustiniána, Pak mívá jako atribut knihu, kterou studuje, nebo svůj vlastní spis, dále bývá almužníkem s měšcem mincí, které rozdává žebrákům, také uzdravuje chromého žebráka (například na Murillově obraze ze Staré pinakotéky v Mnichově, na obraze Lucy Giordana z kostela ugustiniánů v Neapoli. Ve scénách ze života je vyobrazen také jako dítě, které svůj oděv nabízí žebrákovi. Nejstarším vyobrazením je jeho posmrtná maska z roku 1579 v katedrále ve Valencii
Je patronem studentů, zvláště studujících členů augustiniánského řádu, chudých, chromých a žebráků.

## Dílo
Latinsko-španělská kritická edice kázání:
- SANTO TOMÁS DE VILLANUEVA, Obras completas I: Conciones (1 – 41). Tiempo de Adviento y Navidad, Madrid 2005.
- ID., Obras completas II: Conciones (42 – 98). Tiempo de Cuaresma, Madrid 2006.
- ID., Obras completas III: Conciones (99 – 159). Tiempo de Cuaresma, Pasión, Semana Santa, Madrid 2011.
- ID., Obras completas IV: Conciones (160 – 192). Tiempo de Pascua y Pentecostés, Madrid 2012.
- ID., Obras completas V: Conciones (193 – 227). Domingos después de Pentecostés, Madrid 2012.
- ID., Obras completas VI: Conciones (228 – 261). Fiestas del Señor, Madrid 2012.
- ID., Obras completas VII: Conciones (262 – 292). Fiestas de la Virgen María, Madrid 2013.
- ID., Obras completas VIII (1): Conciones (293 – 325). Fiestas de Santos, Madrid 2013.
- ID., Obras completas VIII (2-3): Conciones (225 – 392). Fiestas de Santos, Madrid 2014.
- ID., Obras completas IX: Conciones (393 – 454) y Sermones cuaresmales en castellano, Madrid 2014.